# Przydworzyce
Przydworzyce – wieś sołecka w Polsce położona w województwie mazowieckim, w powiecie kozienickim, w gminie Magnuszew. Leży przy drodze krajowej nr 79 .
W drugiej połowie XVI wieku wieś szlachecka Przedworzyce położona była w powiecie wareckim ziemi czerskiej województwa mazowieckiego. W latach 1975–1998 miejscowość administracyjnie należała do ówczesnego województwa radomskiego.
Wierni kościoła rzymskokatolickiego należą do parafii pod wezwaniem św. Jana Chrzciciela w Magnuszewie.